# Andrés Costafreda
Andrés Costafreda Montoliu (Alfarrás, Lérida, 1909 - 6 de mayo de 1998) fue un empresario español, conocido por haber sido el fundador del Grupo Panrico en el año 1984 para comercializar los donuts en España.

## Biografía
Nace Andrés en la localidad de Alfarrás (Lérida) en 1909. Queda huérfano a la temprana edad de cinco años. Se establece en Barcelona en 1928, donde abre una de sus primeras panaderías. Es fundador en el año 1952 de la empresa Costafreda y Sugarline  con la que se dedica a la comercialización y producción de harinas panificadoras. Con la experiencia adquirida durante el desarrollo de las harinas crea Donut Corporation Española en el año 1962 con el objeto de distribuir donuts en España. 
El año 1962 funda la compañía Panificio Rivera Costafreda, abriendo en las décadas de los años 70 y 80 diversas factorías de productos alimentarios en Cataluña. Funda el Grupo Panrico en 1984.